# Cotonou XI
Cotonou XI è un arrondissement del Benin situato nella città di Cotonou (dipartimento del Litorale) con 39.204 abitanti (dato 2006).